# The Son of Monte Cristo
The Son of Monte Cristo é um filme norte-americano de 1940, do gênero aventura, dirigido por Rowland V. Lee e estrelado por Louis Hayward e Joan Bennett.

## Sinopse

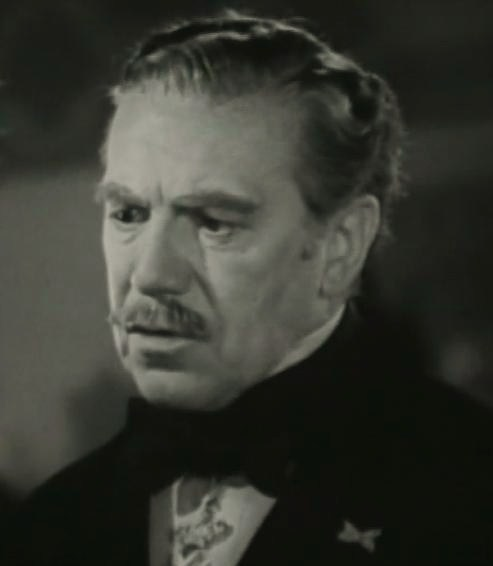
Montagu Love como o primeiro-ministro Von Neuhoff, aliado da Grã-duquesa Zona.

1865. Em Lichtenburg, país fictício dos Bálcãs, Edmond Dantès Jr. luta incansavelmente contra o regime fascista do despótico General Gurko. Durante o dia, ele posa de almofadinha; à noite, contudo, de máscara, capa e espada (à semelhança do Zorro), ele encarna o justiceiro "The Torch" -- A Tocha. Pelos campos e cidades, The Torch incita os camponeses a se levantar contra o ditador e seus cúmplices. De quebra, ele livra a adorável Grã-duquesa Zona de Lichtenburg de um casamento com o infame usurpador.

## Premiações
| Patrocinador                                  | Prêmio | Categoria                               | Situação |
| --------------------------------------------- | ------ | --------------------------------------- | -------- |
| Academia de Artes e Ciências Cinematográficas | Oscar  | Melhor Direção de Arte (preto e branco) | Indicado |

## Elenco
| Ator/Atriz        | Personagem                          |
| ----------------- | ----------------------------------- |
| Louis Hayward     | Edmond Dantès Jr./The Torch         |
| Joan Bennett      | Grã-duquesa Zona de Lichtenburg     |
| George Sanders    | General Gurko                       |
| Florence Bates    | Condessa Mathilde Von Braun         |
| Montagu Love      | Primeiro-ministro Barão Von Neuhoff |
| Lionel Royce      | Coronel Zimmerman                   |
| Ian Wolfe         | Conrad Stadt                        |
| Clayton Moore     | Tenente Fritz Dorner                |
| Ralph Byrd        | William Gluck                       |
| Georges Renavent  | Marquês de Chatante                 |
| Michael Visaroff  | Príncipe Paul Pavlov                |
| Rand Brooks       | Hans Mirbach                        |
| Theodore von Eltz | Capitão                             |
| James Seay        | Tenente Stone                       |
| Henry Brandon     | Tenente Schultz                     |

## Produção

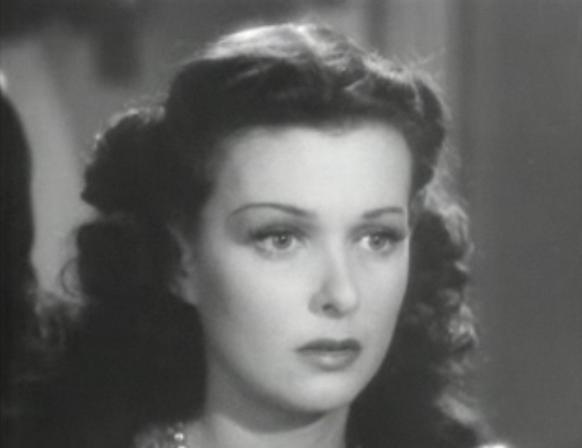
Joan Bennett, a Grã-duquesa Zona de Lichtenburg, país fictício que caiu sob o controle do cruel General Gurko.

O filme tem uma clara conotação política ao tratar da resistência ao ditador de um país fictício dos Balcãs, em 1865, enquanto os nazistas ocupavam nações daquela região à época das filmagens.
Apesar do título, a única relação com o romance O Conde de Monte Cristo, de Alexandre Dumas, é o fato de o personagem principal ser filho de Edmond Dantès, o herói dessa obra.